# エステル・テイラー
エステル・テイラー（Estelle Taylor、1894年5月20日 - 1958年4月15日）は、主に1920年代ハリウッドのサイレント映画時代に活躍したアメリカ合衆国の女優。

## 生い立ち
デラウェア州ウィルミントンでユダヤ人の家庭にイーダ・エステル・テイラーとして出生。父親のハリー・D・テイラー（1871年生）は、デラウェア州出身、母親のイーダ・ラバーサ・バレット（1874年–1965年）はペンシルベニア州イーストン出身、後にフリーのメークアップ・アーティストとなった。両親は1903年に離婚。1898年に生まれた妹のヘレン・テイラーは、サイレント映画にエキストラとして出演した。
1910年には母方の祖父母、チャールズ・クリストファー・バレット、イーダ・ラウバーと一緒に暮らしていた。高校・大学と地元ウィルミントンで学んだ。1911年、銀行支配人のケネス・マルコム・ピーコックと結婚。

## 経歴
初舞台を踏んだのはミュージカルの『Come On, Charlie』である。ハリウッドに転居後、端役として映画に出演するようになる。テイラーの最も初期のヒット映画の1つがマーク・マクダーモットと共演したフォックスの『紐育の丑満時』（1920年）である。この3部に分かれている映画で、テイラーとマクダーモットはその都度違う役を演じている。
1922年、『巌窟王』でジョン・ギルバートと共演、ニューヨーク・ヘラルドの批評家は「テイラー嬢は冒頭の、或いは恋人であった節同様に復讐の段でも印象的である。単なる無口な自動人形には陥らない、クローズアップに耐える優れた表情の演技があった。」と書いた。
最も成功した役の1つが、サイレント映画時代最大のヒット作に数えられるセシル・B・デミル監督の『十誡』でセオドア・ロバーツが演じたモーゼの姉ミリアム役である。デミル作品における演技は最大の功績と考えられている。

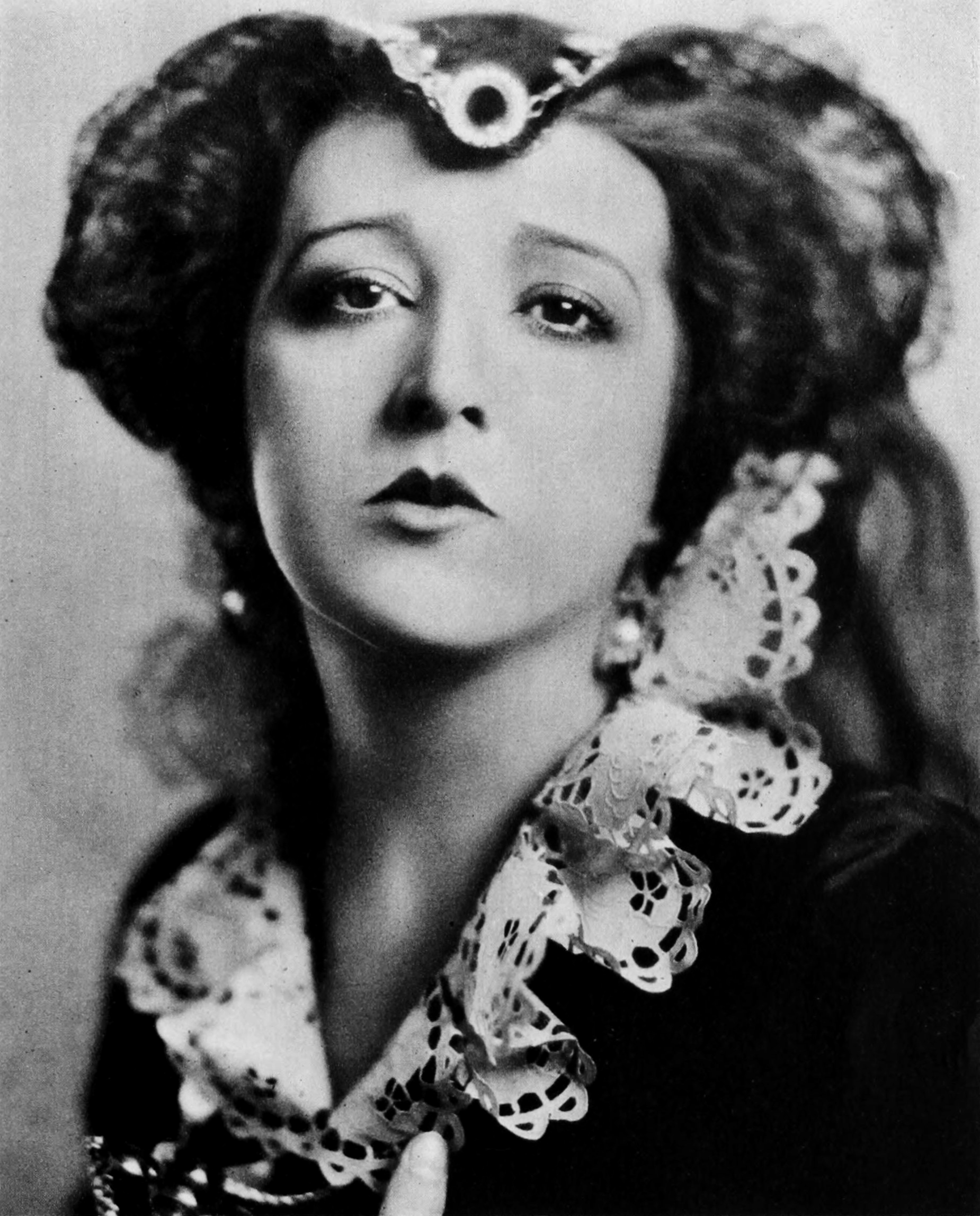
メアリー・ステュアートに扮するテイラー、「Stars of the Photoplay」（1924年）より

関節炎に罹っていたがメアリー・ピックフォード主演の『ドロシー・ヴァーノン』（1924年）でメアリー・ステュアート役を射止めた。1926年、彼女はリポーターに「私の長期の病気がせめて、不幸な虐げられたスコットランド女王の苦しみの表現にリアリティを持たせる助けに、少しでもならないかと思いました。」と語った。
1926年、ワーナー・ブラザースの『ドン・ファン』でルクレツィア・ボルジアを演じた。同期するヴァイタフォンによる音響効果と音楽が付いた最初の長編映画で、ジョン・バリモア、メアリー・アスター、ワーナー・オーランドも出演している。バラエティ誌はテイラーによるルクレチアの描写を称賛した。「完全に意表を突かれたのはルクレツィア・ボルジア役のエステル・テイラーの演技である。彼女のルクレツィアは素晴らしかった。実際にルクレツィアとはこういう女性だったのではないかと思わせるような、冷笑的な佇まいを作り上げている。」
ルドルフ・ヴァレンティノと共演するはずであったが、撮影が始まる直前に彼が亡くなった。サイレント時代最後期の映画の１つが、リカルド・コルテスとロイス・ウィルソン主演の『ニウ・ヨーク』（New York、1927年）である。
1928年、当時の夫ジャック・デンプシーと共に『The Big Fight』と銘打った、デンプシーのボクサー人気にあやかったブロードウェイの舞台に主演、マジェスティック劇場で31回公演であった。
テイラーはサイレントからトーキーへの移行に成功した。初のトーキー出演はコミカルタッチの『Pusher in the Face』（1929年）である。主なトーキー出演作としてシルヴィア・シドニーと共演した『街の風景』（1931年）、リチャード・ディックスとアイリーン・ダンが主演しアカデミー作品賞を獲得した『シマロン』（1931年）、クララ・ボウ主演の『ミス・ダイナマイト』などが挙げられる。ジャン・ルノワール監督の『南部の人』（1945年）が最後の出演作となった。

## 私生活

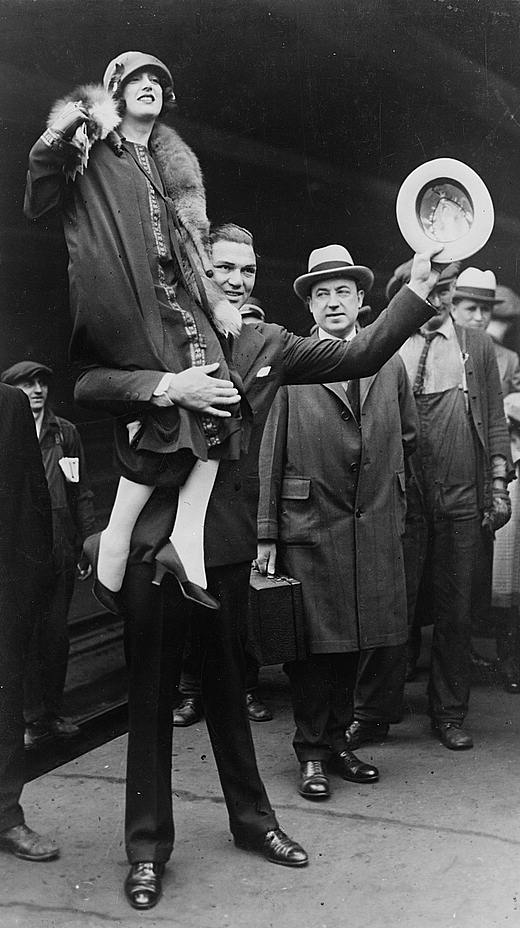
妻のエステルを肩に乗せるデンプシー（1925年、シカゴ）

テイラーは3回結婚している。最初の夫は銀行家のケネス・マルコム・ピーコック、2人目の夫はボクシング世界ヘビー級チャンピオンのジャック・デンプシー、3人目の夫は舞台プロデューサーのポール・スミス。いずれの結婚でも子供はできなかった。
晩年、自由時間をペットに注ぎ込み、カリフォルニアのペットオーナー保護連盟の創設理事長となった。1953年には、ロサンゼルスで市の動物規則委員会に務めた。

## 死去
1958年、ガンとの闘病の末に死去、ハリウッド・フォーエバー・セメタリーに埋葬された。
映画界への貢献により、ヴァインストリート1620のハリウッド・ウォーク・オブ・フェームにエステル・テイラーの星型プレートがある。

## 映像による描写
1983年、デンプシーの伝記テレビ映画『ダイナマイト・ヒーロー 恐怖の鉄拳』で、イギリスの女優ヴィクトリア・テナントがエステル・テイラーを演じている。

## フィルモグラフィ
| 年   | 原題                          | 邦題                     | 役名                          | 備考             |
| ---- | ----------------------------- | ------------------------ | ----------------------------- | ---------------- |
| 1919 | The Golden Shower             |                          | Helen                         |                  |
| 1920 | The Adventurer                | 「冒険者」               | Maritana                      |                  |
| 1920 | The Revenge of Tarzan         | 『ターザンの復讐』       | Countess de Coude             |                  |
| 1920 | While New York Sleeps         | 『紐育の丑満時』         | A Wife / The Vamp / The Girl  |                  |
| 1920 | Blind Wives                   |                          | Anne / Annie / Annette        |                  |
| 1920 | The Tower of Jewels           |                          | Adele Warren                  |                  |
| 1921 | Footfalls                     | 『跫音』                 | Peggy Hawthorne               |                  |
| 1922 | A Fool There Was              | 『或る愚者有りき』       | Gilda Fontaine                |                  |
| 1922 | Monte Cristo                  | 『巌窟王』               | Mercedes, Countess de Morcerf |                  |
| 1922 | The Lights of New York        | 『紐育の不夜城』         | Mrs. George Burton            |                  |
| 1922 | Only a Shop Girl              | 『紅涙の女』             | Mame Mulvey                   |                  |
| 1922 | Thorns and Orange Blossoms    | 『狂恋の唄女』           | Rosita Mendez                 |                  |
| 1922 | A California Romance          | 『起てよ!戦士』          | Donna Dolores                 |                  |
| 1923 | Bavu                          |                          | Princess Annia                |                  |
| 1923 | Mary of the Movies            | 『女優メリー』           | Herself                       | クレジットされず |
| 1923 | Forgive and Forget            | 『愛欲の岐路』           | Mrs. Cameron                  |                  |
| 1923 | Desire                        | 『愛の決算』             | Madalyn Harlan                |                  |
| 1923 | The Ten Commandments          | 『十誡』                 | Miriam, The Sister of Moses   |                  |
| 1924 | Phantom Justice               |                          | 'Goldie' Harper               |                  |
| 1924 | Dorothy Vernon of Haddon Hall | 『ドロシー・ヴァーノン』 | Mary, Queen of Scots          |                  |
| 1924 | Tiger Love                    |                          | Marcheta                      |                  |
| 1924 | Passion's Pathway             |                          | Dpora Kenyon                  |                  |
| 1924 | The Alaskan                   | 『アラスカン』           | Mary Standish                 |                  |
| 1924 | Playthings of Desire          |                          | Gloria Dawn                   |                  |
| 1925 | Manhattan Madness             |                          | The Girl                      |                  |
| 1925 | Wandering Footsteps           |                          | Helen Maynard                 |                  |
| 1926 | Don Juan                      | 『ドン・ファン』         | Lucretia Borgia               |                  |
| 1927 | New York                      | 『ニウ・ヨーク』         | Angie Miller                  |                  |
| 1928 | The Whip Woman                |                          | Sari                          |                  |
| 1928 | Honor Bound                   | 『恋愛受難』             | Evelyn Mortimer               |                  |
| 1928 | Lady Raffles                  | 『女ラッフルズ』         | Lady Raffles                  |                  |
| 1928 | The Singapore Mutiny          |                          | Daisy                         |                  |
| 1929 | Pusher in the Face            |                          |                               | 短編映画         |
| 1929 | Where East Is East            | 『獣人タイガ』           | Mme. de Sylva                 |                  |
| 1930 | Liliom                        | 『リリオム』             | Mme. Muscat                   |                  |
| 1931 | Cimarron                      | 『シマロン』             | Dixie Lee                     |                  |
| 1931 | Street Scene                  | 『街の風景』             | Mrs. Anna Maurrant            |                  |
| 1931 | The Unholy Garden             | 『国際盗賊ホテル』       | Eliza Mowbray                 |                  |
| 1932 | The Western Limited           |                          | Doris                         |                  |
| 1932 | Call Her Savage               | 『ミス・ダイナマイト』   | Ruth Springer                 |                  |
| 1935 | Frisco Kid                    | 『シスコ・キッド』       | Undetermined role             | クレジットされず |
| 1939 | Bachelor Mother               | 『ママは独身』           | Undetermined role             | クレジットされず |
| 1945 | The Southerner                | 『南部の人』             | Lizzie                        |                  |